# МГ1
Мотовоз МГ1 — мотовоз изготавливавшийся по заказу СССР Австрийской фирмой Jenbacher Werke в 1956-1957 годах. На железных дорогах Австрии (ÖBB) он получил обозначение серии 2060.
Мотовоз имел листовую раму, в вырезах боковых листов которой помещались буксы, имеющие роликовые подшипники. Рама опиралась на буксы через листовые рессоры. Колёсные пары имели бандажи диаметром 940 мм. 
Четырёхцилиндровый V-образный двухтактный дизельный двигатель развивающий при 1500 об/мин мощность 200 л.с. приводил во вращение через клиноременную передачу генератор освещения мощностью 1кВт и гидромеханическую передачу L33V фирмы Voith AG. Дизель имел водяное охлаждение. Тяговая передача мотовоза имела два режима: маневровый и поездной, для переключения между режимами и изменения направления движения служили двухступенчатая механическая передача и механический реверс.
Тепловозы были направлены для эксплуатацию на Московско-Рязанскую, Кировскую, Приволжскую, Омскую и Оренбургскую железные дороги, позднее часть тепловозов попала на Ашхабадскую и Южно-Уральскую дорогу.